# Eoin Reddan
Eoin Reddan (Limerick, 20 novembre 1980) è un ex rugbista a 15 irlandese, è stato internazionale per l'Irlanda e giocava mediano di mischia.

## Biografia
Reddan, nato e cresciuto a Limerick, iniziò a giocare a rugby a 13 anni nell'Old Crescent, club della sua città natale; passò poi nelle giovanili del Munster, ma ebbe le sue prime esperienze rugbistiche di rilievo, in Celtic League, con il Connacht, con cui esordì nel 2001.
Nel 2003 tornò a Munster, con cui disputò ulteriori due stagioni in Celtic League, con 27 presenze; del 2005 è invece il passaggio in Inghilterra ai London Wasps, con cui Reddan si affermò anche a livello internazionale: un anno più tardi, infatti, esordì in Nazionale irlandese, contro la Francia nel corso del Sei Nazioni 2006.
Con il club inglese si laureò campione d'Europa nel 2006-07, contribuendo con una meta a vincere la finale del torneo contro il Leicester e l'anno successivo vinse anche la Premiership; in Nazionale prese parte alla Coppa del Mondo di rugby 2007 in Francia, scendendo in campo in due incontri in prima fase.
Prese parte anche al Sei Nazioni 2008 e ai successivi test di metà e fine anno, ma non fu convocato nell'Irlanda che si aggiudicò il Grande Slam nel 2009; ad aprile 2009 fu formalizzato il ritorno in Irlanda, al Leinster e anche quello in Nazionale: il tecnico Declan Kidney, infatti, convocò il giocatore per i test di metà anno; prese parte infatti anche al Sei Nazioni 2010 e un anno più tardi fu tra i convocati alla Coppa del Mondo di rugby 2011 in Nuova Zelanda, in cui l'Irlanda giunse fino ai quarti di finale.
Nel palmarès di club di Reddan figurano anche due Heineken Cup e un titolo di Pro12, tutti con Leinster.

## Palmarès
- Premiership: 1
Wasps: 2007-08
- Pro12: 2
Leinster: 2012-13, 2013-14
- Heineken Cup: 3
Wasps: 2006-07
Leinster: 2010-11, 2011-12
- Challenge Cup: 1
Leinster: 2012-13
- Coppe Anglo-Gallesi: 1
Wasps: 2006